# 米盧申
50°46′58″N 25°13′59″E / 50.78278°N 25.23306°E
米盧申（烏克蘭語：Милушин），是烏克蘭的村落，位於該國西部沃倫州，由盧茨克區負責管轄，始建於1946年，面積0.48平方公里，海拔高度202米，2001年人口218，人口密度每平方公里454.17人。